# アレクサンダー・ビューヒナー

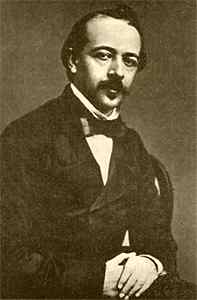
アレクサンダー・ビューヒナー

アレクサンダー・カール・ルートヴィヒ・ビューヒナー（Alexander Karl Ludwig Büchner, 1827年10月25日 - 1904年3月7日）は、ドイツ出身の文学者。

## 生涯
ダルムシュタットに生まれ、ギーセン大学で法学を学び、在学中に兄ルートヴィヒとともに1848年の革命運動に参画した。1849年のバーデン地方の暴動の際には、農民の扇動を計画した嫌疑で逮捕されたのち釈放されている。その後ミュンヘンで外国語と文学を学び、1852年に哲学の私講師の資格を得てチューリッヒ大学に赴任した。ダルムシュタットの革命家で友人であったヴィルヘルム・ツィマーマンの仲介で1855年にフランスに渡り、ヴァランシエンヌのノートルダム学院に外国語教師として着任、1862年にカーン大学の文学教授となった。1870年にフランスの市民権を取得する。
フランス語で著された著作は、初期の比較文学に属するものであった。また共著でジャン・パウルの『Poetik』をフランス語に翻訳するなどしている。
兄弟姉妹にルートヴィヒのほかゲオルク・ビューヒナー、ヴィルヘルム・ビューヒナー、ルイーゼ・ビューヒナーがいる。